# Dhunat
Dhunat (en bengali : ধুনট) est une upazila du Bangladesh dans le district de Bogra. En 2011, elle dénombrait 292 404 habitants.